# دنیای روح (داستان مصور)
دنیای روح (به انگلیسی: Ghost World) نام داستان مصوری اثر دنیل کلوز است. این کتاب در سال ۱۹۹۷ چاپ شد و قبل از آن در سری داستان‌های مصور ایت‌بال به نویسندگی خود دنیل کلوز هم چاپ شده بود. در انتشار اولیه‌اش هم از سوی منتقدان و هم از سوی بازار خرید حمایت شد و نزد مخاطبان نوجوان به صورت یک کار کالت کلاسیک درآمد.

## اقتباس سینمایی
در سال ۲۰۰۱ کتاب به صورت فیلمی سینمایی به همین نام با کارگردانی تری زوئیگاف اقتباس شد. ایفای نقش شخصیت‌های اصلی به تورا بیرچ، استیو بوشمی و اسکارلت جوهانسون سپرده شد.